# El que busca, encuentra (película)
El que busca, encuentra es una película mexicana de comedia romántica de 2017 dirigida por Pedro Pablo Ibarra. La película se estrenó el 24 de febrero de 2017 y está protagonizada por Ana Brenda Contreras y Claudio Lafarga junto a Esmeralda Pimentel, Martín Altomaro, Marianna Burelli, Erik Hayser y Andrés Palacios. La película fue filmada en la Ciudad de México y en San Cristóbal de las Casas, Chiapas.

## Sinopsis
Marcos y Esperanza son dos niños que se enamoran cuando se pierden en el Estadio Azteca durante un partido de fútbol. Más de 20 años después, el recuerdo de ese amor de infancia es tan fuerte que ambos buscarán la manera de volver a estar juntos.

## Reparto
- Ana Brenda Contreras como Esperanza Medina
- Claudio Lafarga como Marcos Aguado
- Esmeralda Pimentel como Angélica
- Otto Sirgo como Jesús Medina
- Damayanti Quintanar como Erika
- Marianna Burelli como Mónica
- Martín Altomaro  como Claudio
- Erik Hayser como Jorge Ashby
- Alberto Guerra como Manuel Aguado
- Natasha Dupeyrón como Bibiana Zamarripa
- Fernando Ciangherotti como el Sr. Zamarripa
- Ianis Guerrero como Yosu
- Andrés Palacios como el Dr. Fuentes
- Luis Arrieta como Fede
- Julieta Egurrola como Malú
- Andrés Montiel como Jesús Medina
- Lucero Lander como Sarah Ashby
- Verónica Langer como Betty
- Mauricio Barrientos como Cheps
- Carlos Corona como Policía del estadio
- Jorge Zárate como Vendedor del estadio